# ピッチャーノ
ピッチャーノ（イタリア語: Picciano）は、イタリア共和国アブルッツォ州ペスカーラ県にある、人口約1,300人の基礎自治体（コムーネ）。

## 地理

### 位置・広がり

#### 隣接コムーネ
隣接するコムーネは以下の通り。
- コッレコルヴィーノ
- エーリチェ
- ロレート・アプルティーノ
- ペンネ
- チッタ・サンタンジェロ

## 行政

### 分離集落
ピッチャーノには、以下の分離集落（フラツィオーネ）がある。
- Casette, Colletti, Colli, Fontanelle, Incotte, Le Piane, Pagliari, Piccianello, Riparossa, Pezzalonga